# 代紋 地獄の盃
『代紋 地獄の盃』（だいもん じごくのさかずき）1969年6月14日に公開された日本の映画である。監督は松尾昭典。主演は高橋英樹。日活制作。

## 概要
代紋シリーズ第二弾。
育ての親とも言える親分が、回復し花会を開いた。だが、その縄張りを横取りしようとする親分三人が密かに影で計画を練っていた。

## キャスト
- 野中鉄五郎：高橋英樹
- 揚羽のお蝶：野川由美子
- 久保田鉄平：浜田光夫
- 久保田菊：菊ひろ子
- 布施敬太：内田良平
- 矢柄七郎：郷鍈治
- 的場茂市：沢村宗之助
- 田村利三郎 ： 野口元夫
- 梧井喜之助 ： 菅井一郎
- 久保田鉄平の父： 北見治一
- 朝堀の松 ： 野呂圭介
- 小寺 ： 河野弘
- 大村武 ： 長浜鉄平
- 名草貫太郎 ： 雪丘恵介
- 上州徳 ： 木浦佑三
- 西尾元吉 ： 加原武門
- 蕎麦屋の客 ： 小泉郁之助
- 伴蔵 ： 長弘
- 久三： 高橋明
- 医師 ： 久遠利三
- 女郎屋の客 ： 榎木兵衛
- 半田兼三 ： 柳瀬志郎
- 久保田の母： 新井麗子
- 田村の娘 ： 森みどり
- 芸者 ： 須田喜久代、高樹蓉子
- 花奴： 西原泰江
- 女郎： 佐藤靖子
- 女郎屋の客： 福田トヨ
- 梧井組組員：荒井岩衛
- 流れ者 ： 中平哲仟
- 的場組組員： 沢美鶴
- 田村太郎 ：高野浩幸
- 久保田正治： 宮崎守治
- 蕎麦屋の客： 瀬山孝司
- 刺客： 白井鋭
- 的場組組員 ：小林亘
- 梧井組組員： 伊豆見英輔
- 的場組組員：田畑善彦
- 刺客：水川国也、式田賢一
- 梧井組組員： 溝口拳、有村道宏
- 刺客：熱海弘到、矢藤昌宏
- 的場組組員： 岩手征四郎
- 技斗： 七曜会
- 片目の一本松：小林旭

## スタッフ
- 監督 ： 松尾明典
- 脚本： 星川清司
- 企画 ： 今戸栄一
- 音楽： 鏑木創

## 同時上映
『あらくれ』
- 脚本：山崎巌 / 監督：長谷部安春 / 主演：小林旭